# ماساهارو أويدا
ماساهارو أويدا (باليابانية: 上田正治؛ بالكانا: うえだ しょうじ) هو مصور سينمائي ياباني، ولد في 1938 في فوناباشي في اليابان.

## وصلات خارجية
- ماساهارو أويدا على موقع IMDb (الإنجليزية)
- ماساهارو أويدا على موقع ألو سيني (الفرنسية)
- ماساهارو أويدا على موقع أول موفي (الإنجليزية)
- ماساهارو أويدا على موقع أول موفي (الإنجليزية)
- ماساهارو أويدا على موقع قاعدة بيانات الأفلام السويدية (السويدية)
- ماساهارو أويدا على موقع قاعدة بيانات الفيلم (الإنجليزية)
- ماساهارو أويدا على موقع كينوبويسك (الروسية)